# May El-Khalil
May El-Khalil est la fondatrice et présidente de la Beirut Marathon Association, association organisatrice du marathon de Beyrouth qui se déroule chaque automne depuis 2003. En 2009, il est labellisé par l'Association internationale des fédérations d'athlétisme (IAAF). En 2014, plus de 38 000 coureurs de 104 pays participent à la course. 

## Biographie
Née à Aley, au Liban, May El-Khalil passe une grande partie de sa vie d'adulte au Nigeria après son mariage avec un homme d'affaires. Au Nigeria, elle crée les Lebanese Ladies in Nigeria, une organisation non gouvernementale financée par des subventions et des bourses pour aider les plus défavorisés et promouvoir l'éducation. 
Pendant tout son séjour en Afrique, ne pouvant travailler, elle se consacre au sport et au bénévolat. 

## Création du marathon de Beyrouth
En 2001, à son retour au Liban, elle est victime d'un grave accident qui la plonge dans le coma. Durant deux ans elle subit de nombreuses opérations qui lui permettent de remarcher mais l'empêchent définitivement de courir. Privée de course à pied, elle est cependant motivée pour organiser un marathon dans son pays et montrer qu'au-delà des tensions, divisions, politiques, religieuses, il est possible de créer un événement fédérateur. En 2003 le premier marathon de Beyrouth rassemble 6000 coureurs. 
Au lendemain de l'assassinat du Premier ministre libanais Rafic Hariri en février 2005, l’Association du marathon de Beyrouth organise la course «United We Run» qui attire 60 000 coureurs ; elle est référencée dans la liste des courses à pied ayant rassemblé le plus grand nombre de participants (List of largest running events (en)). 
May El-Khalil est reconnue dans le milieu sportif pour son travail et les retombées pour le Liban, aux niveaux national et international; elle reçoit entre autres le Prix de la réalisation de la Laureus World Sports Academy à Abu Dhabi en 2011, est décorée par le président libanais Michel Suleiman de l'Ordre national du cèdre en 2013, année où elle reçoit également un doctorat honorifique de LAU (Université libanaise américaine),. Lors de la conférence TED qu'elle donne à Édimbourg en Écosse en 2013, elle fait un parallèle entre le marathon et son travail pour la paix. 
En 2019, ne pouvant assurer la sécurité des participants, May El-khalil et les membres de la Beirut Marathon Association décident d'annuler le marathon pour se consacrer à l'édition 2020. L'édition de 2020 est finalement supprimée pour des raisons économiques et sanitaires (Covid-19) ; cette décision a été prise avant la destruction du port de Beyrouth après les explosions du 4 août 2020. 